# Tiana
Tiana (starogrško Τύανα, hetitsko Tuwanuwa, latinsko Antoniana Colonia Tiana) je bila starodavno mesto v anatolski pokrajini Kapadokiji v sedanji Turčiji. V 1. tisočletju pr. n. št. je bila prestolnica luvijsko govorečega Novohetitskega kraljestva.

## Zgodovina
Tiana je mesto, ki se v hetitskih arhivih omenja kot Tuwanuwa. V Hetitskem cesarstvu sredi 2. tisočletja pr. n. št. je skupaj s Hupisno, Lando, Sahasaro, Huvasano in Kunijavanijem spadala med največja mesta v cesarstvu. Južna centralna Anatolija se v hetitskih virih omenja kot Spodnja dežela. V njej so prebivali večinoma luvijsko govoreči prebivalci. Po propadu Hetitskega cesarstva je bila Tuwanuwa/Tuwana glavno mesto Novohetitskega kraljestva. Sprva je bila morda odvisna od Tabalskega kraljestva na severu, od poznega 8. stoletja pr. n. št. pa je bila nedvomno neodvisno kraljestvo pod vladarjem Varpalavo (v asirskih virih Urbala). Vladar je omenjen v več hieroglifskih luvijskih napisih, odkritih v regiji, vključno v skalnem napisu v Ivrizu. Varpalava je kot Urbala omenjen tudi v asirskih napisih, prvič kot plačnik davkov kralju Tiglat-Pileserju III. in drugič v pismu Sargona II. Varpalava je nasledil verjetno njegov sin Muvaharani, čigar ime se pojavlja na spomeniku, odkritem v Niğdeju.

### Grško in rimsko obdobje
Po grški legendi se je mesto sprva imenovalo Toana, ker ge je ustanovil tračanski kralj Toas (Arijan). Stalo je ob vznožju Taurusa blizu  Kilikijskih vrat (Strabon).
Ksenofont v svoji knjigi Anabasis omenja Tiano pod imenom Dana. Mesto naj bi bilo veliko in cvetoče. Okoliška ravnina je bila znana kot Tianitis.
V 1. stoletju n. št. je bil v Tiani rojen znamenit filozof in sporen svetnik ali mag Apolonij iz Tiane. 
Ovidij svojo zgodbo o Filemonu in Baukidi v Metamorfozah umešča v okolico Tiane.
Po Strabonu je bilo mesto znano kot Evzebija v Taurusu. Pod rimskim cesarjem Karakalo se je preimenovalo v Antoniana colonia Tyana. Ko se je postavilo na stran palmirske kraljice Zenobije, ga je leta 272 zasedel rimski cesar Avrelijan. Svojim vojakom ni dovolil, da bi ga izropali, domnevno zato, ker se je pred njim pojavil Apolonij in ga prosil za milost.

### Pozno rimsko in bizantinsko obdobje
Leta 272 je cesar Valens razdelil province Kapadokijo v dve provinci. Tiana je postala glavno mesto in metropolija Cappadociae Secundae. V pozni antiki je bilo mesto znano tudi kot Kristusovo mesto (grško Χριστούπολις, Hristoupolis).
Po muslimanskih osvajanjih in postavitvi meje med Bizantinskim cesarstvom in kalifatom na gorovju Taurus je postala Tiana zaradi svojega strateškega položaja na cesti proti Kilikiji in 
Siriji skozi Kilikijska vrata 30 km južno pomembna vojaška baza. Ravno zaradi tega je bila pogosta tarča muslimanskih napadov. Mesto so prvi izropali Omajadi leta 708. Nekaj časa je ostala zapuščena, potem pa so jo obnovili. Leta 806 jo je zasedel abasidski kalif Harun al-Rašid  in jo začel spreminjati v svojo vojaško bazo in celo zgradil mošejo. Po sklenitvi miru z bizantinskim cesarjem Nikiforjem I. jo je zapustil.
Mesto so ponovno zavzeli in zravnali z zemljo Abasidi pod al-Abasom ibn al-Mamunom leta 831. Tri leta kasneje je Abas mesto obnovil kot abasidsko vojaško kolonijo za priprave na napad in osvojitev Konstantinopla. Po kalifovi nepričakovani smrti avgusta 833 je njegov naslednik Al Mutasim  pohod ustavil in na pol obnovljeno Tiano ponovno porušil.
Po letu 933 je začela Tiana zaradi napadov Arabcev propadati. Njene ruševine so v sedanjem turškem mestu Kemerhisar, 5 km južno od Niğdeja. Med ostanke spadajo rimski akvadukt, jamska pokopališča in grobne jame.

## Cerkvena zgodovina
Leta 372 je cesar Valens ustanovil provinco Cappadocia Secunda s Tiano kot njeno prestolnico in metropolijo. To je vzbudilo burno polemiko med tianskim škofom Antimom in svetim Vasilijem iz Cezareje, od katerih je vsak želel imeti čim več sufraganskih sedežev. Okoli leta 640 je imela Tiana tri sedeže, tako kot v 10. stoletju.
Le Quien omenja 28 tianskih škofov, med njimi:
- Evtihij v Nici leta 325
- Antim, rival sv. Vasilija
- Etrerij v Konstantinoplu leta 381
- Teodor. prijatelj sv. Janeza Svetoustega
- Eterij, Nestorjev pristaš, odstavljen in izgnan leta 431
- Cirijak, severski monofizit

Maja 1359 je bila Tiana še vedno metropolija Leta 1360 je njeno upravljanje uspel pridobiti cezarejski metropolit in Tiana je postala samo naslovni sedež.
Leta 2020 so arheologi odkrili osmerokotno cerkev in kovance iz 4. stoletja.